# Bernd Kuhs
Bernd Aris Kuhs (* 12. Oktober 1957 in Lörrach) ist ein deutscher Chemiker, Naturforscher, Erfinder und Pilot.

## Leben
Bernd Kuhs wurde am 12. Oktober 1957 in Lörrach als Sohn eines Hamburger Kaufmanns und einer griechischen Mutter geboren. Von 1975 bis 1978 studierte er an der Naturwissenschaftlich-Technischen Akademie in Isny (Allgäu). Nach dem Militärdienst bei der Luftwaffe übernahm Kuhs 1980 die Firma seines Vaters und gründete, gemeinsam mit Vater und Bruder, die Firma Kuhs GmbH in Lörrach an der Schweizer Grenze.
Von 1995 bis 2000 verlegte Kuhs sein Laboratorium auf die französische Karibikinsel St. Barthelemy (French West Indies) und entwickelte dort zahlreiche dermatologische Formulierungen auf Naturbasis u. a. auch für die Marke Ligne St. Barth.
Nach der Hochzeit 2000 kehrte Kuhs mit seiner Frau zurück nach Deutschland, wo 2002 der gemeinsame Sohn Aris geboren wurde. Seit 2011 lebt Kuhs mit seiner Familie auf Mallorca und betreibt dort ein eigenes Forschungslabor.
Bei Forschungen entwickelte Kuhs chemische und physikalische Technologien, darunter ein Verfahren zur Herstellung von Nanoemulsionen (< 50 nm) mit einem sehr hohen lipophilen Wirkstoffanteil (> 30 %). Diese Entwicklung wird heute in der Pharmaindustrie genutzt, u. a. auch für die Herstellung von modernen Impfstoffen.
Medizinische Verwendung findet außerdem das von Kuhs entwickelte Verfahren zur Herstellung und Nachahmung der menschlichen Hautschutzbarriere. Diese auch als DMS (Derma Membran Struktur) bezeichnete Cremegrundlage wird in dermatologischen Präparaten und in kosmetischen Formulierungen verwendet.
Für die Entwicklung eines neuen, umweltschonenden Formstoffbinders für Gießereiformen, erhielt Bernd Kuhs 2003, gemeinsam mit der Firma Laempe, den Innovationspreis (Dr. Rudolf-Eberle Preis). Diese Entwicklung reduziert die Emissionen von Gießereien und führt zu besseren Gussteilen besonders im Motorenbau.

## Entwicklungen und Patente
- 1987: Erfindung einer tabakfreien, gesundheitsfreundlichen Zigarette (P 37 09 749.0)
- 1992: Erfindung eines Verfahrens zur Befüllung von Schokoladen-Pralinen mit wasserhaltigen Füllungen (G 92 11 592.6)
- 1999: Erfindung eines Verfahrens zur Aktivierung von 2-Komponenten Kunststoffen mittels Ultraschall (199 35 532.0)
- 2002: Erfindung eines umweltfreundlichen, wasserlöslichen Formstoffbinders (102 00 927.9)
- 2003: Magnesiumsulfathaltige Formstoffbinder (103 11 606.0)
- 2005: Verwendung von schwerlöslichen Salzen in der Giessereitechnik (05 80 9208.1)
- 2007: Erfindung eines Verfahrens zur Herstellung von offenporigen Metallschäumen für den Einsatz in der Flug- und Weltraumtechnik[1][2]
- 2011:  Erfindung eines schnell härtenden Baustoffbinders mittels Kohlendioxid u. a. zum Verfestigen von Wüstensand (10 2011 102 454.2)
- 2016: Erfindung einer Kaffeekapsel zur Herstellung von Süßspeisen (10 2016 106 040.2)
- 2017: Erfindung eines Akkus auf flüssiger Basis zur Speicherung von elektrischer Energie mit höherer Energiedichte (17 71 6794.7)[2]
- 2017: Erfindung eines Verfahrens zur Herstellung von dermatologischen und kosmetischen Präparaten unter Verwendung von pflanzlichen und körpereigenen Zellbestandteilen (17 79 8315.2)

## Derma Membran Struktur (Biomembran)
Das Ziel dermatologischer und kosmetischer Formulierungen besteht in der Kombination von Ölen und Wasser, da beides von der menschlichen Haut benötigt wird. Um diese physikalisch unterschiedlichen Komponenten miteinander zu verbinden, werden häufig Emulgatoren eingesetzt, die die ölhaltigen Komponenten in eine feine Tröpfchenform überführen und in der Schwebe halten. Da die natürliche Hautschutzbarriere des Menschen das in der Haut gebildete Fett und Wasser jedoch schichtartig anordnet, führt eine solche panzerglasähnliche Formulierung zu einer wesentlich höheren Schutzwirkung als die einer tröpfchenförmigen Emulsion.
Kuhs gelang es bereits 1993, diese Schichtstrukturen der menschlichen Haut nachzubilden. Damit wurde der Grundstein für hautähnliche Pflegepräparate ohne Emulgatoren gelegt. Das Verfahren benötigt Drücke von über 1.000 Bar und den Einsatz von sog. Membranlipiden (Phospholipiden), um die lamellaren Strukturen zu erzeugen.[2]
Die von Kuhs entwickelte Cremebasis ist heute Grundlage hochwertiger dermatologischer und kosmetischer Formulierungen, u. a. von 48grams und Dr. M. Phytoplasma Cosmetic.